# Epeolini
Tribu
Epeolini est une tribu d'abeilles dont les membres sont cleptoparasites.

## Liste des genres
Selon BioLib (21 juin 2025) :
- Doeringiella Holmberg, 1886
- Epeolus Latreille, 1802
- Odyneropsis Schrottky, 1902
- Pseudepeolus Holmberg, 1886
- Rhinepeolus Moure, 1955
- Rhogepeolus Moure, 1955
- Thalestria Smith, 1854
- Triepeolus Robertson, 1901